# Bernard Fanning
Bernard Fanning (Brisbane, 15 agosto 1969) è un cantante australiano.

## Biografia
È noto soprattutto come frontman del gruppo alternative rock Powderfinger, di cui è stato membro dal 1989 al 2010.
Nel 2005 ha pubblicato l'album discografico di debutto da solista Tea & Sympathy, che è stato certificato cinque volte disco di platino dalla Australian Recording Industry Association.
Nel 2006, dopo alcuni anni, è tornato a registrare e ad incidere con i Powderfinger. Nel giugno 2013 ha pubblicato il suo secondo album solista, ossia Departures, che ha ottenuto un ottimo successo come il precedente.

## Discografia

### Album studio da solista
- 2005 - Tea & Sympathy
- 2013 - Departures

### Album studio con i Powderfinger
- 1994 - Parables for Wooden Ears
- 1996 - Double Allergic
- 1998 - Internationalist
- 2000 - Odyssey Number Five
- 2003 - Vulture Street
- 2007 - Dream Days at the Hotel Existence
- 2009 - Golden Rule